# Scissileda
Scissileda is een geslacht van tweekleppigen uit de  familie van de Yoldiidae.

## Soorten
- Scissileda anatina (E. A. Smith, 1896)
- Scissileda clara (Melvill, 1898)
- Scissileda crassicardo Kilburn, 1994
- Scissileda divaricata (Odhner, 1919)
- Scissileda iris Kilburn, 1994
- Scissileda nicobarica (Bruguière, 1789)
- Scissileda parceplicata (Barnard, 1964)
- Scissileda semisculpta (Thiele & Jaeckel, 1931)
- Scissileda tropica (Melvill, 1897)